# Група втручання французької жандармерії (GIGN)
GIGN (абр. від фр. Groupe d'Intervention de la Gendarmerie Nationale, укр. Група втручання французької жандармерії; фр.: [ɡʁup dɛ̃tɛʁvɑ̃sjɔ̃ də la ʒɑ̃daʁməʁi nasjɔnal] ( прослухати)) — елітний антитерористичний підрозділ Національної жандармерії Франції, що призначений для боротьби з тероризмом, звільнення заручників, затримання озброєних злочинців та боротьби з організованою злочинністю.
GIGN складається з центрального підрозділу, розташованого в районі Саторі у Версалі, та чотирнадцяти місцевих відділень, які називаються AGIGN, що розміщені в метрополії та заморських територіях.
Цей підрозділ безпосередньо підпорядковується генеральному директору Національної жандармерії, який у разі складої надзвичайної ситуації, виконує свої завдання у повній взаємодії з усіма органами безпеки і оборони держави. Зазвичай підрозділ залучається на підтримку місцевим правоохоронним органам на території Франції, але він також може діяти за кордоном у координації з французькими збройними силами, зокрема з Командуванням спеціальних операцій.

## Історія
Після терористичного акту на Олімпіаді в Мюнхені у Франції 1972 року було прийнято рішення про створення загону по боротьбі з тероризмом. 
1 листопада 1973 у Франції було створено спецпідрозділ Equipe Rеgionale  d’Intervention (ECRI). До його складу увійшли п'ятнадцять оперативників, навчених протидіяти терористам і звільняти захоплених заручників. При необхідності вони могли діяти на всій території Франції. Підрозділ входив до складу Ескадрону 2/2 мобільного жандармерії з місцем дислокації в Мезон-Альфор. Командиром нового підрозділу був призначений лейтенант Крістіан Пруто, який керував групою аж до 1982 року.
Повна боєздатність групи була досягнута 1 березня 1974, а через десять днів вона вже брала участь у своїй першій бойової операції в містечку Еквевілла. До цієї операції залучалися дві регіональні групи втручання, створені на початку 1976 року, які отримали назви GIGN-1 (на півночі) і GIGN-4 (на півдні). Вони дислокувалися відповідно в Мезон-Альфор і в Мон-де-Марсане. GIGN-1 була сформована зі складу Ескадрону 2/2 мобільної жандармерії, в той час як GIGN-4 була утворена на базі Ескадрону парашутистів 9/11.
У 1976 році було вирішено, що необхідно об'єднати групи GIGN-1 і GIGN-4 для створення єдиної групи GIGN, здатної діяти на всій території Франції. У новий підрозділ були включені 78 спецназівців з першої групи і 48 - з четвертої. У цьому ж році знову створений підрозділ взяло участь в операції зі звільнення заручників. Тоді п'ять терористів з організації «Фронт визволення Сомалійського узбережжя» захопили в Джибуті шкільний автобус з дітьми 30.
У 1983 група GIGN була передислокована в казарми Паскье у Версалі, зберігши при цьому свою первісну організаційну структуру. У зв'язку зі значним зростанням проявів тероризму та збройної злочинності на території Франції та її колоній керівництво Національної жандармерії прийняло рішення заснувати групу GISGN (Група безпеки і втручання Національної жандармерії). В даний час GIGN входить до складу GISGN і підпорядковується її керівнику. До складу GISGN також входять Група президентської охорони і Ескадрон жандармів-парашутистів.
У 1980-1990-х роках група GIGN брала участь в цілому ряді спецоперацій, таких як затримання викрадачів літака в 1981 році і 1984 році, звільнення заручників з літака в 1989 році, звільнення заручників у в'язниці Мулен в 1991 році, захоплення відомого найманця Боба Денара в 1995 році. 
У період з 1992 по 1995 рік французькі спецназівці брали участь в операціях в Боснії і Герцеговині. Однією з найвідоміших акцій GIGN стало звільнення в грудні 1994 року заручників із захопленого алжирськими терористами літака компанії «Ейр Франс». Операція пройшла успішно, і всі 160 пасажирів і членів екіпажу були звільнені.
В кінці 1990-х років структура GIGN включала в себе 4 оперативно-бойових групи, одну групу розвідки, відділ для адміністративно-правової роботи та здійснення підтримки, вертолітний підрозділ. Чисельність групи становила 102 співробітника. Командиром GIGN був капітан Дені Фав'є, разом з ним в керівництво підрозділом входили три офіцери і чотири унтер-офіцера, які відповідали за планування операцій. Бойові групи чисельністю по 15 осіб ділилися на чотири команди на чолі яких стояли унтер-офіцери. У першій і другій групах також значилися 18 водолазів, підготовлених для проведення спеціальних заходів на воді й під водою. А в складі третьої та четвертої груп було п'ятнадцять парашутистів, що володіють навичками стрибків з парашутом з великих висот.
У січні 2004 року пройшла реорганізація четвертої оперативної групи, що привело в підсумку до її поділу на три оперативні секції, призначені для оперативної логістики та оперативної підтримки. У кожній командиром призначався офіцер у званні капітана або лейтенанта і по одному унтер-офіцерові в якості заступника.
1 вересня 2007 року відбулася глибока реорганізація GIGN, у результаті якої він замінив собою GSIGN. Це було більше, ніж проста зміна назви: реорганізація мала на меті створити більш оперативний підрозділ шляхом посилення його командування, оптимізації використання ресурсів і, зокрема, підвищення здатності реагувати на масштабні події (зокрема, масові захоплення заручників, скорочено «POM»), а також створення міцніших синергій між особовим складом, який пройшов єдину систему відбору та підготовки.
1 серпня 2021 року була проведена нова реорганізація, яка посилила здатність підрозділу діяти на національному рівні шляхом повної інтеграції регіональних відділень AGIGN до його центрального операційного ядра. Ці регіональні підрозділи для втручань були створені 2004 року, але переходили під оперативний контроль групи лише під час спеціальних операцій. Відтоді підрозділ складається з центрального рівня (Центральний GIGN) та його 14 відділень, сім із яких розташовані в метрополіях Франції — у Тулузі, Оранжі, Діжоні, Нанті, Реймсі, Турі та Кані, і сім у заморських територіях — Гваделупі, Мартиніці, Гаяні, на Реюньйоні, у Новій Каледонії, Французькій Полінезії та на Майотті.
10 квітня 2025 року французьке видання Armada International повідомило, що підрозділ спеціального призначення GIGN та швейцарський виробник боєприпасів SwissP Defence підписали угоду про розробку нового патрона в калібрі 6,5 Grendel. Саме цей калібр поєднує в собі максимальну точність, покращену дальність стрільби та оптимізовані балістичні характеристики, що відповідають оперативним вимогам GIGN.

## Відомі операції
- порятунок 30 дітей, захоплених в шкільному автобусі в Джибуті в 1976 р.;
- звільнення дипломатів з посольства Франції в Сан-Сальвадорі в 1979 р. (який захопив заручників здався перед штурмом);
- арешт терориста з Фронту національного звільнення Корсики в 1980 р .;
- звільнення заручників в печері в Новій Каледонії в травні 1988 р .;
- забезпечення безпеки під час зимових Олімпійських ігор в Альбервілі;
- звільнення 229 пасажирів і членів екіпажу в Марселі в грудні 1994 р Літак був захоплений чотирма терористами, які хотіли знищити Ейфелеву вежу. Три пасажири були страчені під час переговорів з урядом Алжиру. Місія отримала широкий розголос у пресі;
- арешт Боба Денара в 1995 р на Канарських островах;
- арешт осіб, обвинувачених у військових злочинах в Боснії;
- Звільнення заручників в кошерної гастрономі в Парижі, 09.01.2015;
- Ліквідація терористів в передмісті Парижа, 09.01.2015.

GIGN була обрана Міжнародною організацією цивільної авіації (ІКАО) для навчання спеціальних сил інших держав — членів міжнародних сил антитерору.

## Озброєння і спорядження
Озброєння групи дуже різноманітно. Можна
без перебільшення сказати, що практично все, що застосовується тими чи
іншими антитерористичними підрозділами, застосовується і в GIGN. Це
пістолети Glock-17, Glock 19, Glock 26, SIG P226, SIG-Sauer P228 (у
тому числі з тактичними магазинами на 20 патронів), SIG SP2022, Beretta
92, револьвери Manurhin MR73 калібру .357 Magnum, штурмові гвинтівки
FAMAS, SIG SG
552, SIG SG 551, SIG SG 550, HK G3, HK416, HK417, пістолети-кулемети
FN P90, HK MP5 (у тому числі модифікації з інтегрованими глушниками і
ЛЦВ), HK UMP, кулемети FN Minimi, гладкоствольні рушниці Remington 870, Beneli
Super 90, Franchi SPAS 12, снайперські гвинтівки Remington 700 (моделі
калібру 7,62 × 51 мм НАТО і .338 Lapua Magnum), Barrett M82, Barrett
M95, PGM UR Hecate II калібру .50 BMG.